# Bendito paladar
Bendito paladar fue un programa de televisión español dedicado a la cocina que se emitió a través de 13 TV. El espacio fue presentado por las hermanas sor Liliana y sor Beatriz.

## Historia
Debido al éxito de los programas de cocina de Sor Liliana y Sor Beatriz en Canal Cocina, 13 TV se interesó en ellas para llevar a cabo su apuesta culinaria. De este modo, el canal puso en marcha Bendito paladar, el cual se estrenó en el año 2011. Tras su buena acogida, el formato fue renovado para continuar con sus emisiones a lo largo de la temporada televisiva 2011/2012. Tras la finalización del programa, las hermanas continuaron con nuevos proyectos del mismo tipo y publicaron un libro llamado también Bendito paladar, en el que se recogían las recetas que prepararon en su programa de 13 TV.

## Formato
Bendito paladar es un programa conducido por dos monjas de clausura, Sor Beatriz y Sor Liliana. Las dos hermanas cocinan semanalmente una de sus recetas desde los fogones de la cocina de su convento, ofreciendo sus experiencias y consejos para realizarlos. Además, Sor Consuelo suele participar en el programa elaborando diferentes tipos de ensaladas.